# 双乳山水库
双乳山水库是中国山西省沂州市境内的一座水库，位于云中河上，建于1962年。水库正常库容为360万立方米，集雨面积为305平方千米，海拔为106米。